# Loma del Progreso
Loma del Progreso es una localidad del estado mexicano de Hidalgo, localizada al suroeste de la entidad, en el municipio de Nopala de Villagrán.

## Localización y demografía
Loma del Progreso se encuentra localizado en el suroeste del territorio estatal, cerca de sus límites con el estado de México. Sus coordenadas geográficas son 20°13′15″N 99°34′23″O / 20.22083, -99.57306 y tiene una altitud de 2 406 metros sobre el nivel del mar.
De acuerdo a los resultados del Censo de Población y Vivienda realizado en 2020 por el Instituto Nacional de Estadística y Geografía; Loma del Progreso tiene un total de 166 habitantes, de los que 84 son mujeres y 82 son hombres.